# 著作権判例百選事件

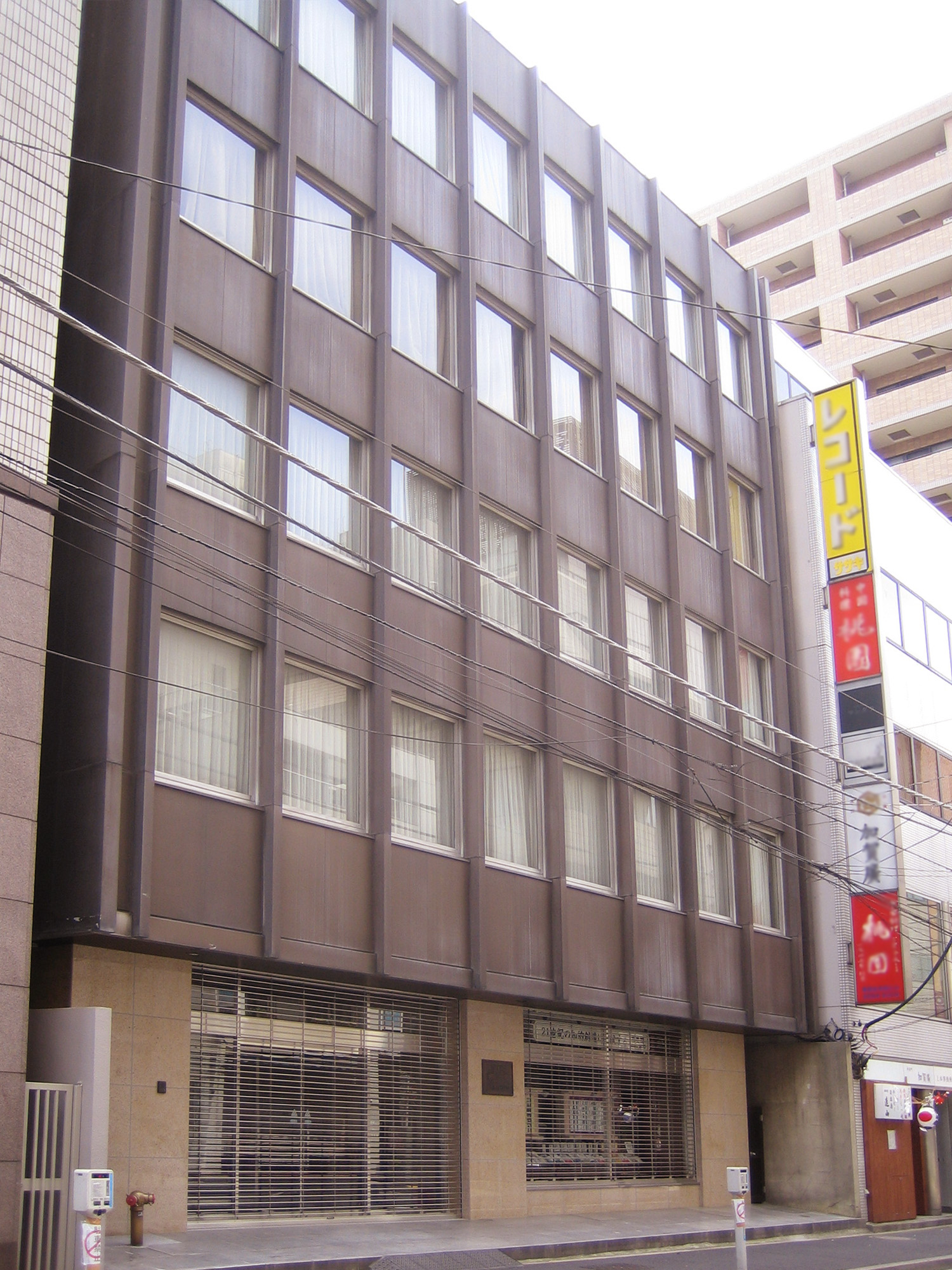
『判例百選』シリーズを刊行している有斐閣本社ビル

著作権判例百選事件（ちょさくけんはんれいひゃくせんじけん）は、日本の著作権法における著作者の推定（著作権法14条）の覆滅を認めた裁判例である。

## 裁判までの経緯
『判例百選』シリーズは有斐閣が発行する法律書であり、さまざまな法分野ごとの重要裁判例をおよそ100件収録している。数年ごとに改訂版が出て内容がアップデートされることから各法分野の現況の把握に適しており、法学生から専門家まで幅広い法律関係者に参照される書籍である。
Xは知的財産法を専門とする大学教授であり、『著作権判例百選〔第4版〕』の編者の一人である。その改訂版である書籍『著作権判例百選〔第5版〕』にXが編者として表示されなかったことからXは、〔第5版〕は〔第4版〕を翻案したものであり、Xの氏名表示権および同一性保持権の侵害であると主張。Xの著作権および著作者人格権に基づく差止請求権を被保全権利として、有斐閣による〔第5版〕の複製等の差止めの仮処分命令を東京地方裁判所に対して求めた。東京地裁は同書の刊行をXの著作権、氏名表示権、同一性保持権の侵害であるとして申立てを認め、有斐閣に対して同書の複製・頒布を差し止める旨の仮処分決定を下した。
有斐閣は同決定を不服として東京地裁に対して保全異議を申し立てた。この裁判ではXが著作者であるかどうかが主要な争点となったが、東京地裁は有斐閣の主張を認めず、仮処分決定を追認した。当該決定を不服とした有斐閣が知的財産高等裁判所に保全抗告を申し立てたのが本裁判である。

## 争点
保全抗告審である本裁判においても保全異議審と同様、Xが著作者であるかどうかが主要な争点となった。その中でも著作者の認定について、著作者の推定（著作権法14条）を覆滅させるに足りる事情が存在するかどうかが主に争われた。

## 決定要旨

### 事実関係
〔第4版〕の発行に至るまでの事実関係は下記のように認定された。
1. 編集協力者Dが判例の選択と構成を作成し、Bはこれを元に執筆者を選定した。その後Aの確認を経て本件原案を作成した[11][1]。
2. Eが本件原案を編者らに送付して内容について意見を求めたところ[11]、Xが執筆者1名の削除と3名の追加を提案したほか、Cが一部の修正を提案した[1]。
3. BはXの意見をすべて受け入れて改訂版を作成[1]。その後の編者会議で1件の判例を追加したのち、編者4名の全員一致で判例と執筆者の選定が確定した[1][注釈 3]。

### 著作者の推定について
『著作権判例百選〔第4版〕』の表紙には「A・X・B・C編」と表示されているほか、同書のはしがきには先述の4名の氏名が連名で表示されている。そして、同書のような編集著作物において氏名に「編」と付けることは、その者が当該著作物の著作者であることを一般人に認識させ得るものである。これらのことからXには法14条の著作者の推定が及び、推定を覆す事情が存在しない限りにおいて〔第4版〕の著作者であると判断された。

### 著作者の推定を覆滅させるに足りる事由の有無
上述の事実関係を踏まえて知財高裁は東京地裁の決定および仮処分決定を取り消し、Xの仮処分申立を却下する決定を下した。判断は下記の通り。
1. 編集著作物の創作性は他の著作物一般と同様に解するべきである[1]。
2. 編集著作物において、編集方針はその後の素材選択および配列に強い影響を与えるため、編集方針を決定した者は編集著作物の著作者となり得る[1]。一方で、編集方針や素材選定についての相談を受けて意見を述べたり消極的に容認することは直接創作に関わる行為とは言えず、これらの行為をしたからといって著作者にはなり得ない[1]。
3. 複数人によって編集著作物が作成された場合にどの程度の関与で著作者となるかについては、その者の行為の具体的内容のみならず、その者が製作過程においてどのような地位・権限を持っているか、行為のされた時期・状況などに鑑みて、当該行為が著作物に対してどのような意味を持っていたかを考慮して判断すべきである[1]。
4. 事実関係については、(1)編者の選定段階からXに原案作成の実質的な権限がなかった、(2)原案の作成はBとDが主体で行われた、(3)BとDの原案は完成度が高く、その大部分が最終版まで維持された、(4)原案に対するXの意見は学識経験者であれば簡単に思いつく程度のもので、仮にその意見に創作性があるとしても程度は高くない、(5)編者会議におけるXの関与は第三者の提案に賛成したにとどまることから創作性はない、と評価した[1]。
5. これらを総合的に考えると、Xは「編者」と表示こそされているものの、実質的な立場はアイデア出しや助言を行うアドバイザーである[1]。ゆえに、著作権法14条の推定を踏まえてもXを著作者と評価することはできない[14]。

## 決定後
知財高裁で敗訴したXは最高裁判所に許可抗告を申し立てたが、最高裁はこれを棄却した。有斐閣は東京地裁の決定を受けて〔第5版〕の出版を取りやめていたが、知財高裁決定後の2016年12月に同書を出版した。
本裁判は『著作権判例百選』という著作権にまつわる書籍に対して著作権に基づく差止めが請求された、という珍奇な事件経緯から法学界の注目を集めた。また、抗告審の決定は2019年に刊行された『著作権判例百選〔第6版〕』に収録されている。

## 決定の意義
国士舘大学教授の本山雅弘は本判決について、「編集著作者の認定に関して一般的な判断枠組みを示すとともに、複数関与者の創作行為性の認定問題に直面しやすい編集著作物との関係で、その判断の一例を示した点に意義がある」と評している。
明治大学准教授の金子敏也は本決定について、編集著作物の創作性が他の著作物一般と同様に解するべきであると述べた点を除いて地のさざめごと事件をほぼそのまま踏襲したものにすぎないと評する一方、その特徴について「編集著作者の認定につき行為者の権限等の背景事情も考慮すべきことを明示する点」「背景事情を考慮して作成過程における各行為の意義を明らかにしたうえで、編集著作性の判断基準としては（中略）創作的表現の作出への寄与を重視したもの」と評価している。
弁護士の飯村敏明は、地のさざめごと事件などの編集著作性に関する先例では確たる証拠に基づいた事実認定なく著作性の有無が判断されたと述べ、本判決について「確定的な事実に基づいて（中略）著作者の推定が覆されている点」が先例と大きく異なると評価している。